# Consultatio veteris cuiusdam iurisconsulti
La Consultatio veteris cuiusdam iurisconsulti è una raccolta di pareri legali e decisioni di giuristi pubblicata nel 1570 da Jacques Cujas sulla base di un'opera presumibilmente redatta intorno al 450 d.C. circa in Gallia meridionale. La presenza nel testo originario di semplificazioni e del ricorso alla sintesi attesta lo stato non felice della giurisprudenza del tempo che da secoli attraversava una fase di costante decadenza che perdurerà ancora per secoli.